# Friedrich Wilhelm Starck
Friedrich Wilhelm Starck (* 20. Mai 1891 in Germersheim; † 21. Februar 1968 in Regensburg) war ein deutscher Polizeipräsident, SS-Brigadeführer und Generalmajor der Polizei.

## Leben und Wirken
Nach dem Abitur am Wilhelmsgymnasium München schlug Starck im Oktober 1910 die Laufbahn eines Berufssoldaten ein und trat in das Königlich Bayerische 22. Infanterie-Regiment „Fürst Wilhelm von Hohenzollern“ ein. Er nahm durchgehend am Ersten Weltkrieg teil. Nach Kriegsende gehörte er kurzzeitig dem Freikorps Epp an und wurde im April 1920 aus der Armee entlassen. Danach war er noch einige Monate beim Abwicklungsamt weiterbeschäftigt.
Im September 1920 trat er im Rang eines Polizeileutnants in den Dienst der Bayerischen Landespolizei in München ein. Der NSDAP trat er im September 1923 erstmals bei. Als Leiter der „Gruppe Starck“ der Sturmabteilung im Bund Reichskriegsflagge nahm er im November 1923 am Hitlerputsch teil. Aufgrund der Putschteilnahme wurde er im Dezember 1923 vom Polizeidienst beurlaubt und im März 1924 entlassen. Nach dem Parteiverbot der NSDAP gehörte er 1924 der NS-Tarnorganisation Großdeutsche Volksgemeinschaft an. In München fand er 1924 eine neue Beschäftigung bei der Postreklame und wechselte 1927 zum Verlag der Münchner Zeitung, wo er bis zu seiner Entlassung aufgrund nationalsozialistischen Engagements verblieb.
Im August 1929 war er der NSDAP (Mitgliedsnummer 144.016) erneut beigetreten und zum gleichen Zeitpunkt wurde er in die SS (SS-Nr. 1.707) übernommen. Vom 22. August 1929 bis zum 21. Januar 1932 war er Adjutant des Reichsführers SS (RFSS) Heinrich Himmler und anschließend bis zum 17. Juli 1932 des SA-Gruppenführers Franz Ritter von Epp. Danach leitete er die Personalabteilung I im Stab RFSS.
| Starcks SS-Ränge  | Starcks SS-Ränge    |
| Datum             | Rang                |
| ----------------- | ------------------- |
| 22. August 1929   | SS-Sturmbannführer  |
| Juli/August 1932  | SS-Standartenführer |
| 10. November 1933 | SS-Oberführer       |
| 20. April 1934    | SS-Brigadeführer    |

Nach der nationalsozialistischen „Machtergreifung“ wurde Anfang April 1933 wieder in die Polizei übernommen, wo er kurzzeitig die politische Grenzpolizei in Bayern leitete. Ab Mai 1933 war er Führer des SS-Abschnitts I in München, von April 1934 bis Januar 1935 des SS-Abschnitts XXIX in Mannheim und danach kommissarisch kurzzeitig des SS-Abschnitts IX in Würzburg. Ab Februar 1936 war er zunächst kommissarischer und ab 1. April 1937 offiziell Polizeidirektor in Augsburg. Von 1937 bis 1941 war er in Personalunion auch Leiter der örtlichen Gestapo. Ab 1938 führte er der Titel Polizeipräsident und amtierte in dieser Funktion in Augsburg bis Ende April 1945. Innerhalb der Polizei wurde er 1944 zum Generalmajor der Polizei befördert. Von Anfang Januar 1943 bis zum Kriegsende führte er zudem den SS-Abschnitt XXXII in Augsburg.
Kurz vor Kriegsende setzte er sich aus Augsburg ab und geriet am 7. Mai 1945 in amerikanische Kriegsgefangenschaft. Danach wurde er im Internierungslager Regensburg festgehalten und nach einem Spruchkammerverfahren als Belasteter (Gruppe II) entnazifiziert. Auch wegen der Erschießung des Kaufmanns Andreas Wunsch am 28. April 1945 wurde ab dem 14. Dezember 1948 von der Landgericht Augsburg ein Verfahren gegen Starck durchgeführt. Wegen Totschlags wurde er unter Anrechnung der Untersuchungshaft zu vier Jahren Haft (mildernde Umstände) verurteilt und auf dem Gnadenweg Ende 1951 aus der Haft entlassen. Nach der Haftentlassung lebte er in Augsburg und war als Vertreter eines Parkettherstellers in Rosenheim beschäftigt.